# یامبژکی
یامبژکی (به لاتین: Jambrzyki) یک روستا در لهستان است که در گمینا شچوچن واقع شده‌است.